# Стэмфорд Бридж
«Стэ́мфорд Бридж» (англ. Stamford Bridge) — футбольный стадион, расположенный в Фулеме, Лондон, Англия. На сегодняшний день стадион вмещает 40 343 зрителя. «Стэмфорд Бридж» — домашний стадион футбольного клуба «Челси» с 1905 года.

## История

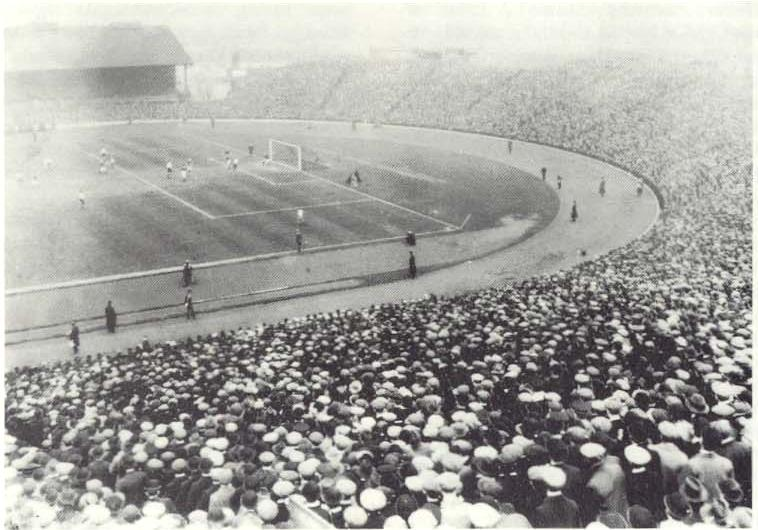
Стэмфорд Бридж перед Первой мировой войной.

Стадион футбольного клуба «Челси» называется «Стэмфорд Бридж» (англ. Stamford Bridge). Официальное открытие стадиона «Стэмфорд Бридж» состоялось 28 апреля 1877 года. Однако в течение первых 28 лет он использовался Лондонским Спортивным Клубом исключительно для проведения легкоатлетических соревнований. В 1904 году собственниками стадиона стали братья Гас и Джозеф Мирс.
Первоначально стадион был предложен футбольному клубу «Фулхэм», который отказался от этого предложения. В результате в 1905 году на «Стэмфорд Бридж» обосновалась новосозданная команда «Челси». «Стэмфорд Бридж» был спроектирован архитектором Арчибальдом Литчем. Изначально он состоял из трибуны длиной в 110 метров (120 ярдов) на восточной стороне вместимостью до 5 000 зрителей. Остальные трибуны были открыты только после проведения значительных строительно-ремонтных работ.
В течение 25 лет стадион практически не реконструировался. Лишь в 1930 году был построен навес над Южной Трибуной («Шед Энд»), который был демонтирован в 1994 году. В 1939 году была построена Северная трибуна. Трибуна в северо-восточной части была продолжением восточной трибуны. Она очень сильно отличалась от всех других трибун, но её все равно использовали для дополнительного размещения болельщиков. Эта трибуна использовалась до 1975 года, затем демонтировали и открыли новую Северную Трибуну, которая была разрушена в 1993 году перед началом перестройки всего стадиона. В 1973 году была построена Восточная трибуна. Эта трибуна — единственная часть стадиона, сохранившаяся и по сей день, хотя во времена перестройки стадиона в 90-х годах она подверглась значительной реконструкции.
Когда в конце 70-х годов клуб обанкротился, владельцы приняли решение продать «Стэмфорд Бридж» строительной компании для того, чтобы расплатиться с долгами, но последующая тяжелая борьба за возврат стадиона увенчалась успехом в 1992 году. Чтобы обрести уверенность в том, что подобная борьба с застройщиками не будет вестись и в дальнейшем, была организована Chelsea Pitch Owners, которой была предоставлена возможность приобретения участка, и которая приступила к сбору средств путём продажи акций компаний по 100 фунтов за штуку. В декабре 1997 года «Челси Вилладж» реорганизовала финансы и, в частности, предоставила CPO безоборотный кредит на сумму в 10 миллионов фунтов с тем, чтобы завершить продажу участка. В свою очередь, CPO отдала «Челси» участок в аренду на 199 лет.

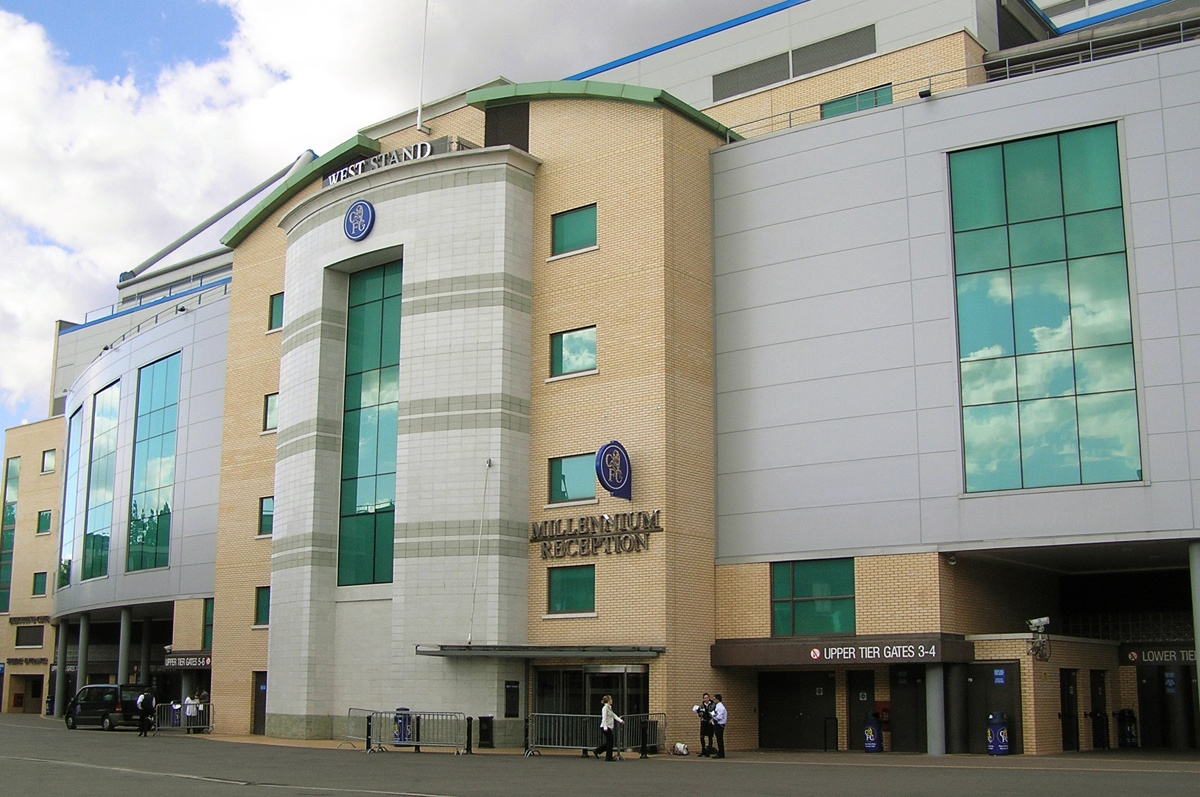
Вест Стэнд — вход на Стэмфорд Бридж.

На сегодняшний день вместимость стадиона составляет 41 841 человек, сам стадион изменил свою овальную форму на форму прямоугольника с трибунами, максимально приближенными к полю. За последние 10 лет практически все части стадиона подверглись каким-либо изменениям. «Стэмфорд Бридж» — самый большой футбольный стадион в Лондоне после недавно построенных «Эмирейтс» и нового «Уэмбли» и один из лучших стадионов Великобритании и Европы. Строительство велось не только на территории самого стадиона, но и на всей территории комплекса клуба «Челси» (5 га, 50 000 м²). За это время был построен «Челси Вилладж». Спортивно-деловой комплекс состоит из двух четырёхзвездочных гостиниц, пяти ресторанов, конференц-залов, банкетных залов, ночного клуба, подземной автостоянки, спортивного клуба, развлекательных мероприятий для посетителей и бизнес-центра. Был пройден долгий путь с того момента, когда был построен легкоатлетический стадион в 1876 году.
Клуб планирует увеличить вместимость до более чем 50 тыс. человек. Благодаря своему расположению в застроенной части Лондона на главной дороге, и рядом с двумя железнодорожными линиями, все это ставит серьёзные ограничения на расширение. В результате у «Челси» были идеи переезда со «Стэмфорд Бридж» и постройкой нового стадиона. Тем не менее, клуб подтвердил своё желание остаться на «Стэмфорд Бридж». Весной 2017 года городские власти Лондона поддержали план по сносу существующего стадиона «Стэмфорд Бридж» и строительству на его месте нового стадиона, способного принять почти в полтора раза больше зрителей — 60 тыс. человек. После того, как в 2018 году у владельца «Челси» российского олигарха Романа Абрамовича возникли проблемы с въездом в Великобританию, футбольный клуб объявил о заморозке проекта по созданию нового стадиона, назвав причиной «неблагоприятный инвестиционный климат».
Тренировочная база «Челси» находится в Кобхэме, графство Суррей. «Челси» переехал в Кобхэм в 2004 году. Предыдущая база находилась в Харлингтоне, которая с 2005 года принадлежит «Куинз Парк Рейнджерс». Полная перестройка базы в Кобэме была завершена в 2007 году.

## Структура стадиона

### Мэтью Хардинг Стэнд
Вместимость:10 884

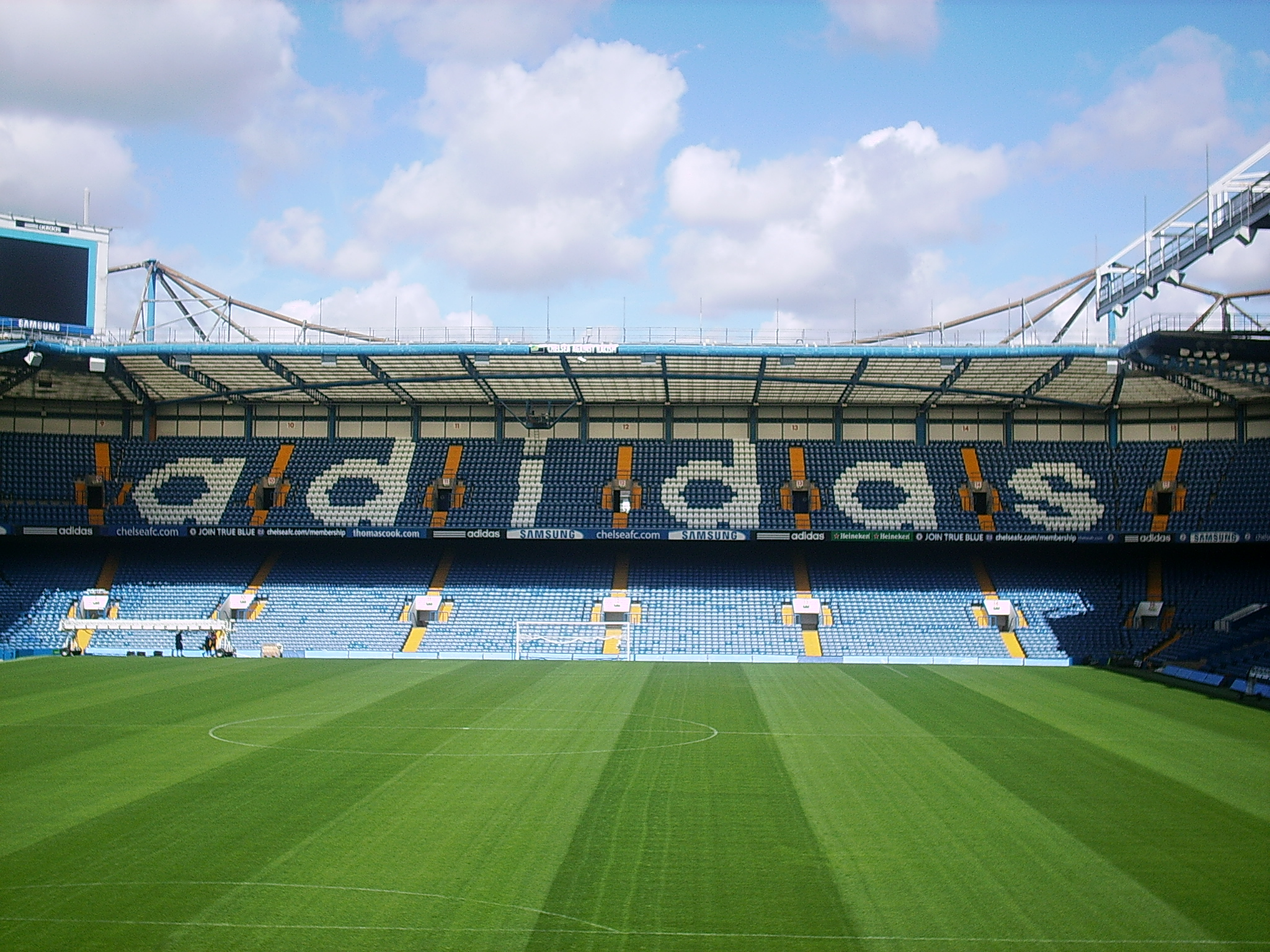
Мэтью Хардинг Стэнд

Ранее известная как северная трибуна. Она названа в честь бывшего директора «Челси» Мэтью Хардинга. Она имеет два яруса и вмещает наибольшее количество обладателей сезонных абонементов.

### Восточная трибуна
Вместимость:10 925

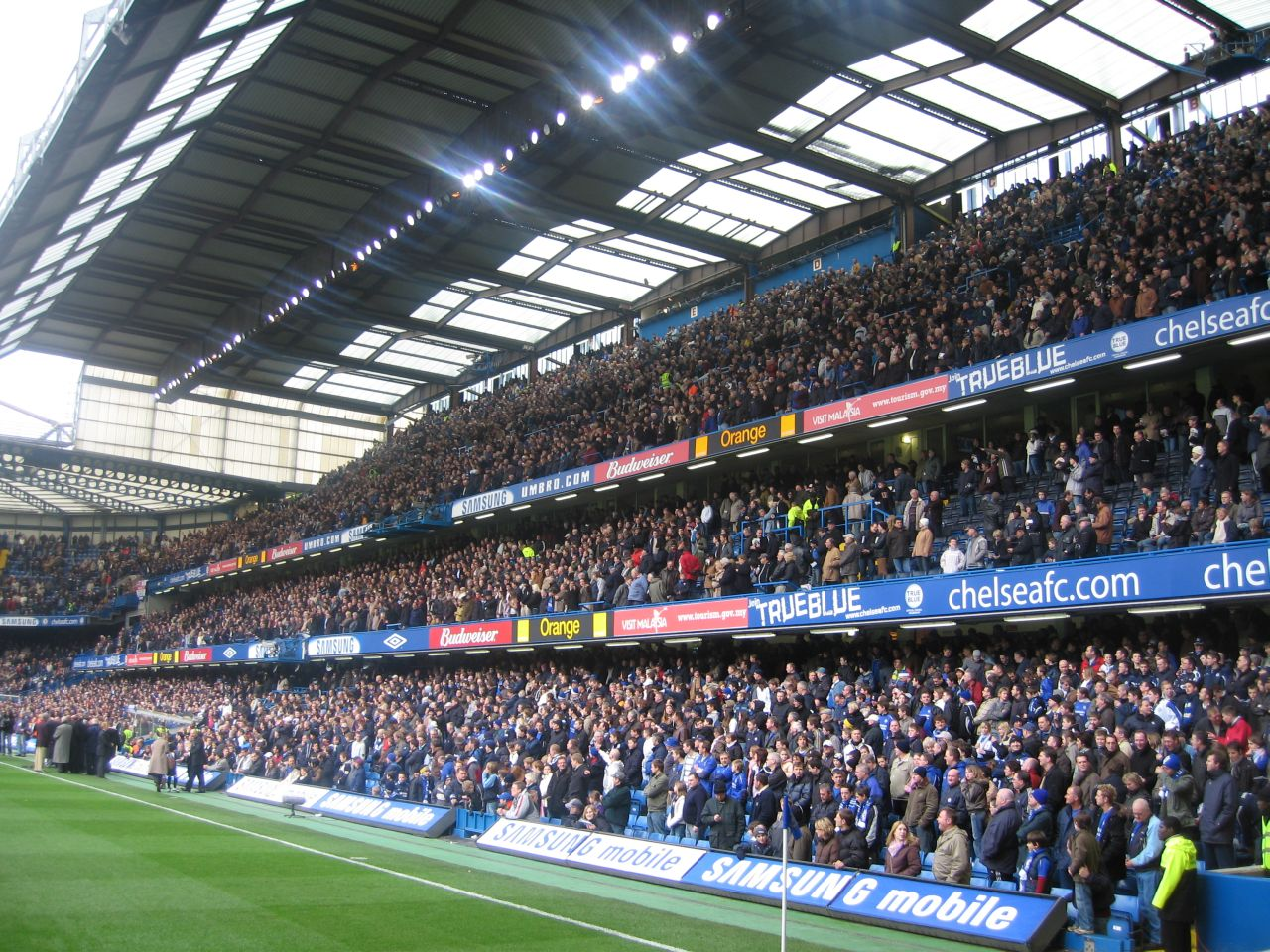
Восточная трибуна

Восточная трибуна расположена вдоль восточной стороны поля. Ранее нижний уровень был предназначен для поддержки команды гостей, однако в начале сезона 2005/2006 Жозе Моуринью попросил пересадить на эту трибуну болельщиков «Челси» для повышения морального духа команды. Трибуна состоит из трех уровней, и это сердце стадиона: туннель, тренерский штаб, раздевалки, конференц-зал, пресс-центр и комментаторская расположены здесь. Восточная трибуна предоставляет зрителям один из лучших видов на стадионе.

### Шед энд
Вместимость: 6 831
Шед Энд расположен на южной стороне поля. Трибуна состоит из двух ярусов. Нижний ярус сейчас предоставляется для поддержки команды гостей. На «Шед энд» находится музей столетия клуба и мемориальная доска, посвящённая погибшим фанатам.

### Западная трибуна
Вместимость:13 500
Западная трибуна, недавно обновленная, расположена на западной стороне поля. Состоит из трех уровней, является основным внешним «лицом» стадиона. На трибуне расположены кабины vip-болельщиков, которые носят имена великих игроков «Челси» — Бобби Тамблинга, Джона Холлинса, Питера Бонетти, Рона Харриса, Стива Кларка и Теда Дрейка.

## Посещаемость

### Рекорды
Самая высокая посещаемость: 82 905 зрителей в матче против «Арсенала» 12 октября 1935 (рекорд именно игры «Челси» на «Стэмфорд Бридж», были матчи других команд на этом стадионе с посещаемостью 100 000)
Самая низкая посещаемость: 3 000 зрителей в матче «Челси» — «Линкольн Сити» в 1906 г.

### Средняя посещаемость

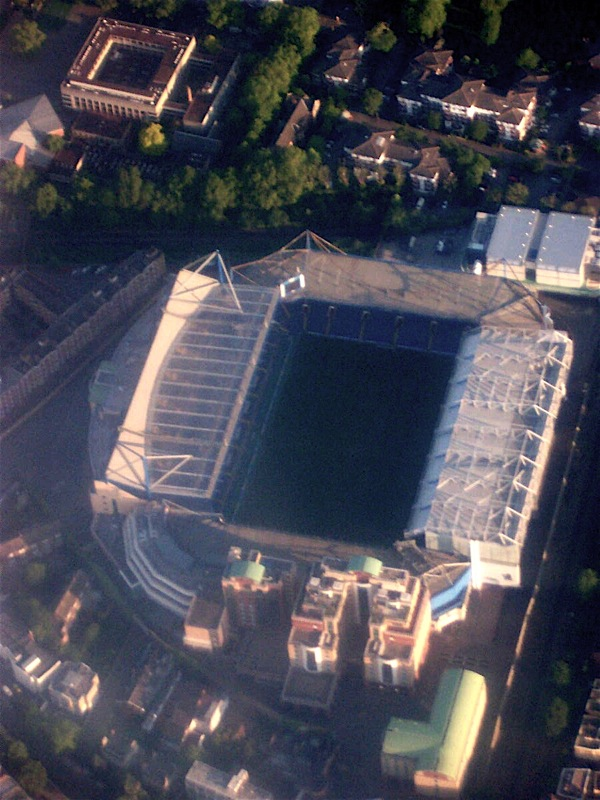
Вид «Стэмфорд Бридж» с высоты птичьего полёта.

- Английская Премьер-лига[14]
  - 2002/03: 39 784
  - 2003/04: 41 234
  - 2004/05: 41 870
  - 2005/06: 41 902
  - 2006/07: 41 909
  - 2007/08: 41 397
  - 2008/09: 41 590
  - 2009/10: 41 423
  - 2010/11: 41 435
  - 2011/12: 41 478
  - 2012/13: 41 462

## Международные матчи
- 5 апреля 1913 — Англия 1:0 Шотландия
- 20 ноября 1929 — Англия 6:0 Уэльс
- 7 декабря 1932 — Англия 4:3 Австрия
- 11 мая 1946 — Англия 4:1 Швейцария
- 25 марта 2013 — Россия 1:1 Бразилия